# Sinuciderea unui înger
Sinuciderea unui înger este cel de-al doilea album al rapperului bucureștean Bitză, lansat în 2005. Albumu' îi are ca invitați pe L. Doc, K-Gula, DJ Undoo, Grasu XXL, VD, DJ Paul, Vanessa S., Deliric1, Loredana & Butch. Albumul a primit un Disc de Aur.

## Piese
| #  | Titlu                                                   |
| -- | ------------------------------------------------------- |
| 1  | Concluzii                                               |
| 2  | Sinuciderea unui înger (cu L Doc)                       |
| 3  | Pregătire fizică (cu K-Gula & DJ Undoo)                 |
| 4  | Străin în țara mea                                      |
| 5  | Dialog în intersecție (skit)                            |
| 6  | Nu e vina mea                                           |
| 7  | Nu mai pot să tac                                       |
| 8  | Copii îmbătrâniți înainte de timp                       |
| 9  | Rugăciune                                               |
| 10 | All Star part one (cu Grasu XXL, VD , DJ Paul & K-Gula) |
| 11 | N-o să vezi (cu Deliric1 & DJ Paul)                     |
| 12 | Balada cu feeling (skit)                                |
| 13 | Take me slow (cu Vanessas S.)                           |
| 14 | Rezultatul unui consum (Mainile-n aer) (cu DJ Paul)     |
| 15 | Aripi frânte (cu Loredana)                              |
| 16 | Război în doi (cu Butch)                                |
| 17 | Război în doi (outro)                                   |

## Influențe
Urban Soul